# Morimopsis mussardi
Morimopsis mussardi là một loài bọ cánh cứng trong họ Cerambycidae.